# New York City Department of Transportation

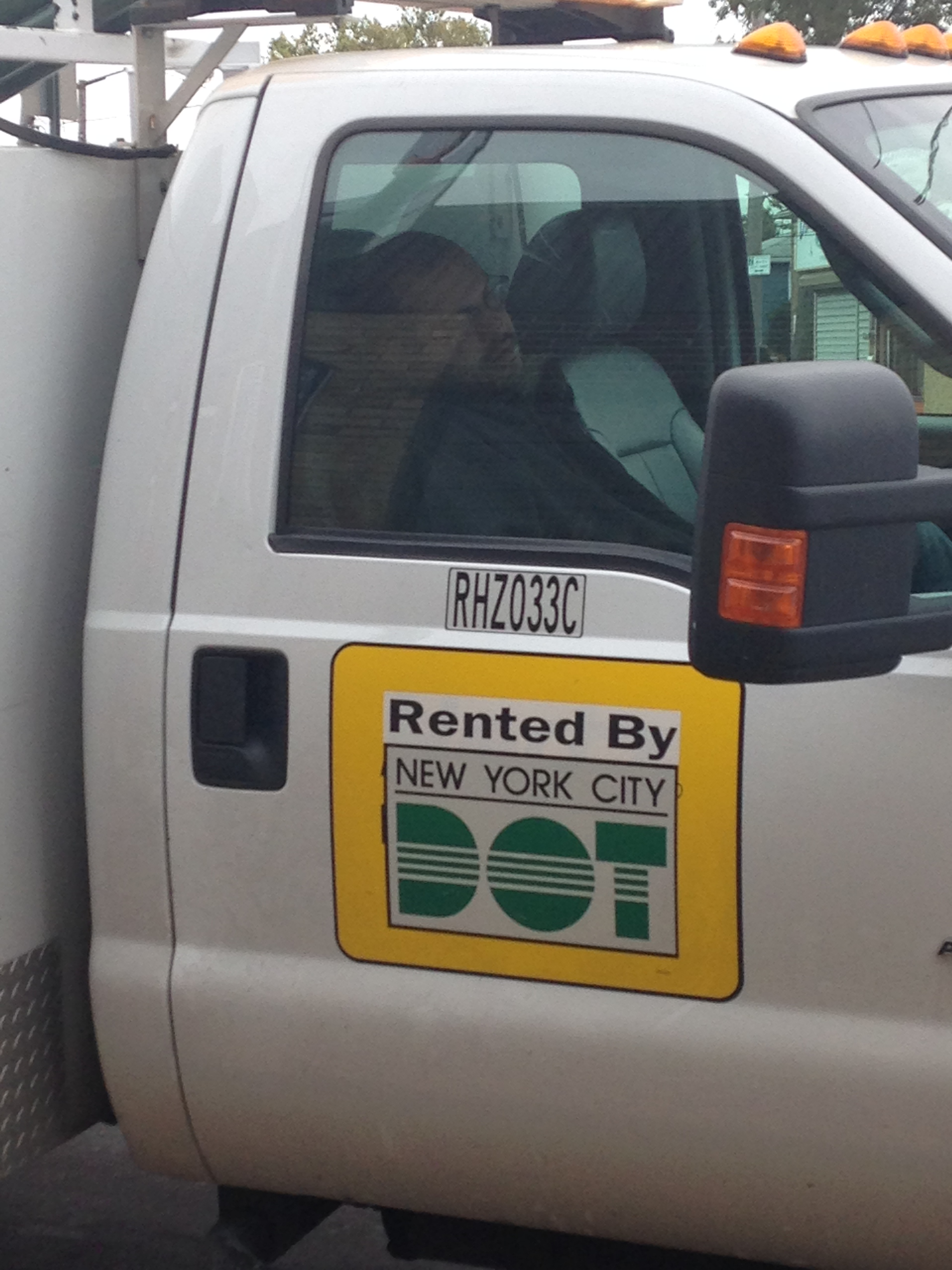
Voertuig in dienst van en met logo van NYCDOT

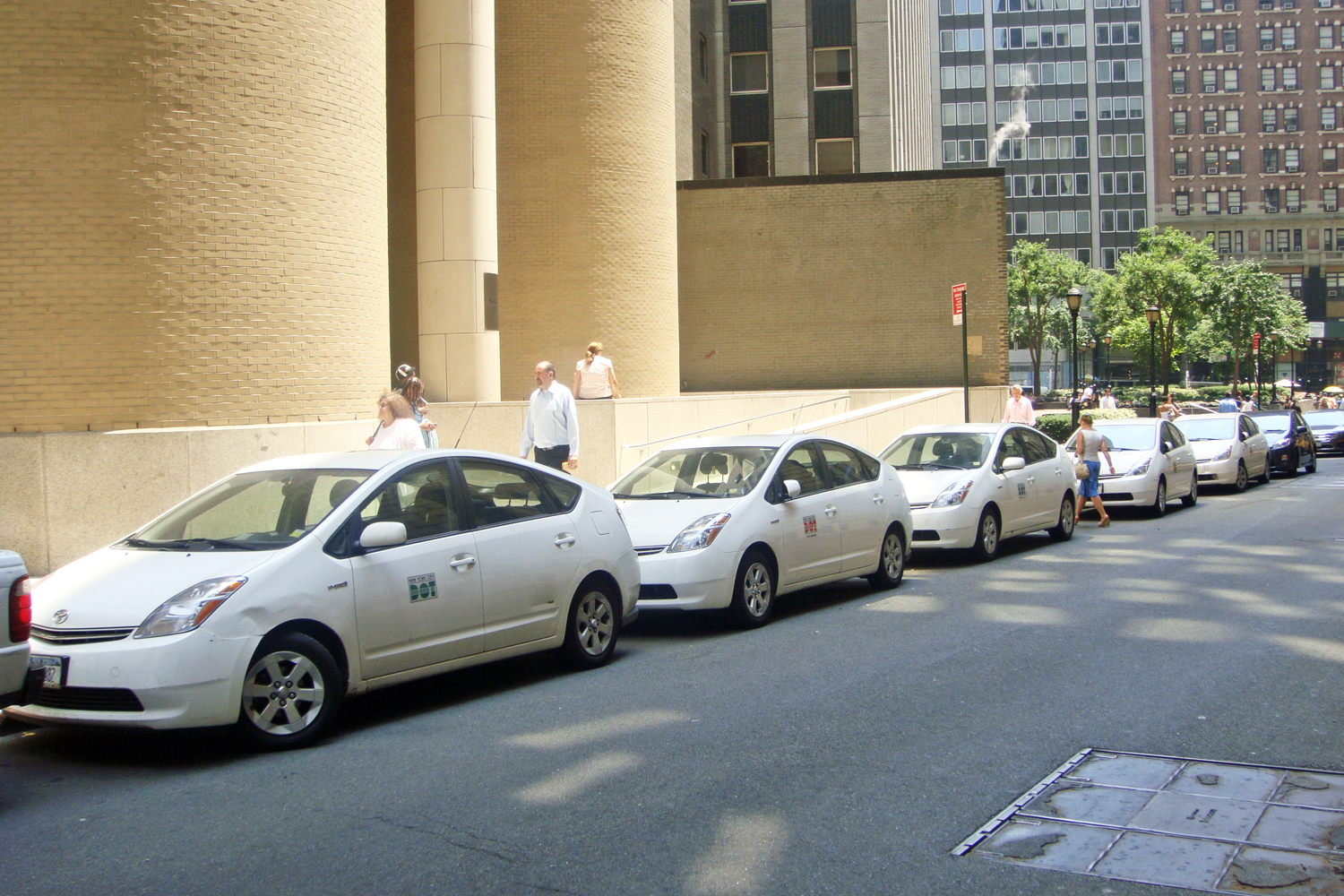
NYCDOT dienstvoertuigenvloot van Toyota Prius

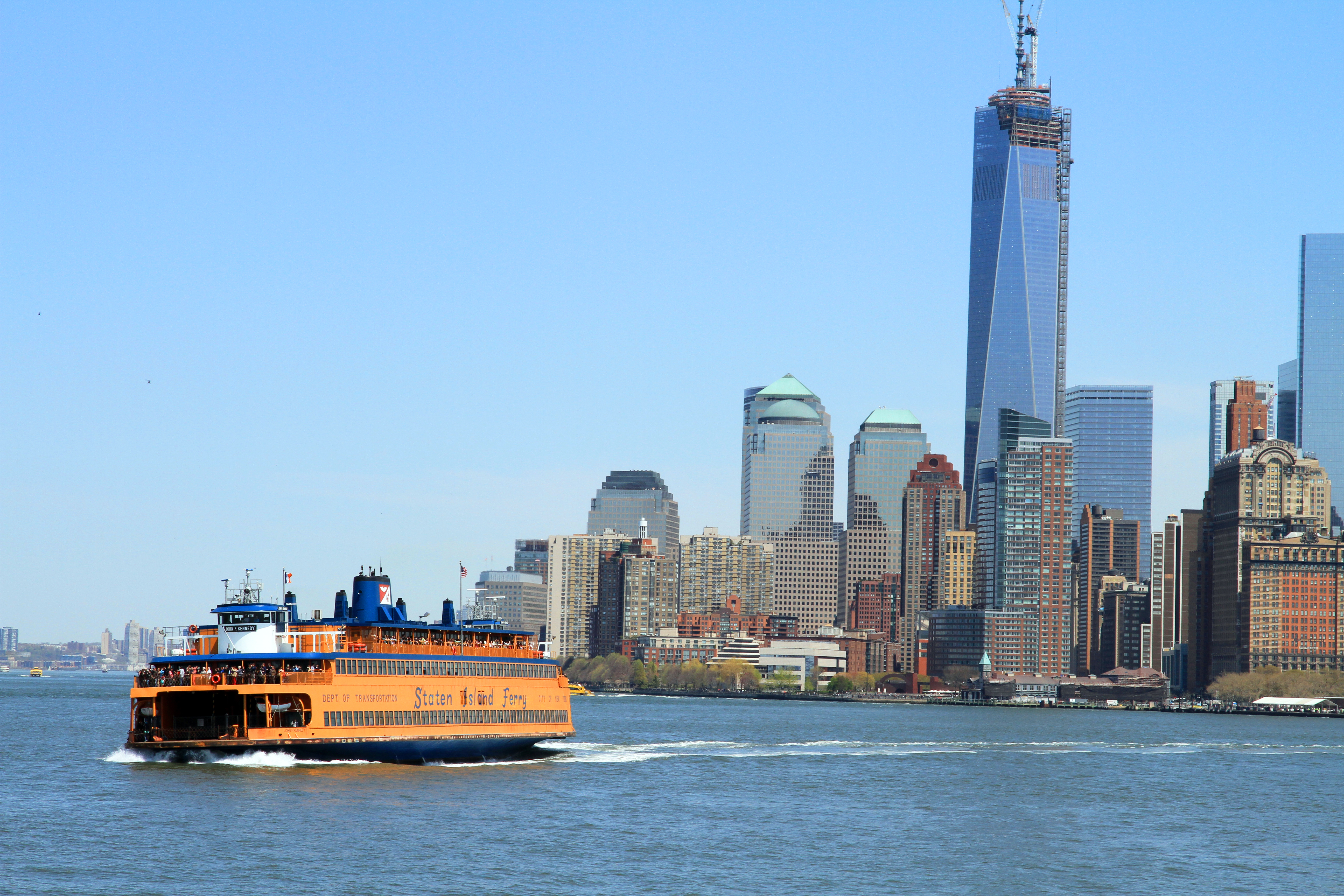
Staten Island Ferry

Het New York City Department of Transportation (NYCDOT) is een onderdeel van het stadsbestuur van New York. De leiding wordt aangesteld door de burgemeester van New York. 
Het departement is verantwoordelijk voor aanleg en beheer van de weginfrastructuur van de stad, inclusief snelwegen en bruggen. Onder het beheer van NYCDOT vallen 10.000 km rijbaan, 20.000 km voetpaden, 1,3 miljoen verkeersborden, 12.000 verkeerslichten en 300.000 straatlantaarns. Het departement maakt door middel van wegmarkering stroken in de stad vrij voor fietsers. Het was ook mede-initiatiefnemer en facilitator voor Citi Bike, een aanvankelijk publiek-private samenwerking voor deelfietsen die later volledig in privaat beheer is overgegaan en in New York in 2017 12.000 fietsen aanbood in meer dan 750 uitleenstations met dagelijks meer dan 62.000 gebruikers. 
Bij de grotere infrastructuur behoren bruggen zoals onder meer de Brooklyn Bridge, Manhattan Bridge, Queensboro Bridge, Williamsburg Bridge, Roosevelt Island Bridge en 145th Street Bridge die door de dienst beheerd worden. Het NYCDOT baat eveneens de gratis Staten Island Ferry uit. Er werken meer dan vijfduizend personeelsleden en de eenheid heeft een jaarlijks budget van bijna 1 miljard dollar.